# Río del Valle (Catamarca)
El Río del Valle es una corriente de agua que forma parte de una cuenca endorreica ubicado dentro de la provincia argentina de Catamarca; es la principal corriente de agua de la provincia, aunque debido a la baja precipitación pluvial, su caudal es limitado y muy variable a lo largo del año.

## Recorrido y cuenca
El río posee sus nacientes al norte del departamento Ambato en la Provincia de Catamarca, alimentándose de varios ríos y arroyos productos del deshielo y lluvias en la zona alta de la Sierra del Aconquija, que marca el límite entre esta provincia y la de Tucumán. Dos pequeños ríos que ocupan valles paralelos a esta sierra, el río Las Trancas y el río Nacimientos, se unen para formar el Río del Valle en las cercanías del pueblo de Colpes. A partir de ese punto recorre un angosto valle en dirección sur, que se ensancha lentamente a medida que pierde altura, recibiendo pequeños afluentes por ambas márgenes, que le aportan algún caudal únicamente en épocas de lluvias.
Al llegar al Valle de la Puerta, el río es retenido en el Embalse Las Pirquitas, de 65 hectómetros cúbicos; inaugurado en 1961, éste es el espejo de agua más importante de la provincia, que provee agua de riego para unas 2500 hectáreas. Algunos kilómetros más abajo ingresa en el Valle de Pomancillo, que se abre en una amplia llanura por el sur, formando el Valle Viejo de Catamarca. Allí existe un dique derivador, que desvía la mayor parte de su caudal hacia un canal de riego y produce una pequeña cantidad de energía eléctrica.
El caudal en la zona de Pomancillo es muy variable, registrándose una media de 4,5 m³/s entre 1917 y 1960, pero con mínimas de 150 litros por hora y máximas de 330 m³/s. Desde allí, el cauce histórico tuerce su rumbo súbitamente hacia el oeste por unos kilómetros, para luego retomar en dirección sur tras recibir a su principal afluente, el río Paclín, cuyo encajonado valle corre paralelo al del río del Valle hasta ese punto.
Al pasar frente a San Fernando del Valle de Catamarca, capital de la provincia, el río lleva un modesto caudal, proveniente principalmente del río Paclín, mientras que sus aguas propias son utilizadas en la zona de riego que rodea a la capital y en la provisión de agua para la ciudad y la vecina San Isidro. A corta distancia aguas abajo de la capital, este último resto de caudal hídrico es derivado —en el dique derivador Payahuaico— hacia otros canales menores, que irrigan la zona rural circundante.
Algunos pocos afluentes menores que bajan de la Sierra de Ambato mantienen por un corto trecho el caudal del río en cifras muy bajas y variables. Entre ellos, el más importante es el río Tala, cuyas aguas son parcialmente deviadas en el Dique La Brea hacia San Fernando, y el resto son retenidas en el Embalse El Jumeal, inaugurado en 1950 y ubicado a corta distancia aguas arriba de la capital. Otras corrientes son los ríos Fariñango, La Florida y Ongolí, todos de escaso caudal.
Ingresado al Departamento Capayán, su curso se hace errático y corre en dirección sur por diversos cauces paralelos. El más occidental de ellos es arroyo Simbolar, que recoge también los sobrantes hídricos de las corrientes que bajan de la sierra de Ambato cerca de las localidades de Miraflores, Huillapima y Concepción, y que desemboca en el más caudaloso de estos arroyos meridionales, el arroyo El Carrizal, que tras cruzar junto a Capayán corre paralelo a los demás cauces alternativos del río del Valle. El río del Valle y sus cursos alternativos desaparecen completamente en el sitio conocido como Punta del Río, ubicado al este de la localidad de Chumbicha y unos 25 km al sur de San Fernando del Valle de Catamarca.

## El río como recurso y como riesgo
La totalidad del agua del río es utilizada para riego o para consumo humano. Una parte de su energía es aprovechada como energía hidroeléctrica en pequeños embalses, que no alcanzan a cubrir toda la necesidad de energía eléctrica de la provincia; de esta forma, la misma necesita importarla de otras jurisdicciones, o producirla localmente sobre la base de combustibles, también traídos de otras provincias.
Pese a su escaso caudal, el Río del Valle alberga una moderada población de peces, que se ha visto perjudicada por la utilización del agua para riego, y en cambio se ha visto favorecida por los embalses en su curso, donde prosperan la población ictícola. La especie dominante es una exótica introducida, Gambusia affinis (pez mosquito), y entre las nativas merecen ser mencionados Synbranchus marmoratus (anguila del lodo marmoleada ), Rineloricaria catamarcensis (bagre látigo) y Astyanax fasciatus (mojarra).
Si bien el río no es habitualmente causa de peligro, en pleno verano se presentan en ocasiones crecidas súbitas, con importante riesgo de inundaciones, cortes de rutas y desmoronimientos en la propia capital.